# Saint-Evroult-de-Montfort
Saint-Evroult-de-Montfort is een gemeente in het Franse departement Orne (regio Normandië) en telt 281 inwoners (1999). De plaats maakt deel uit van het arrondissement Mortagne-au-Perche.

## Geografie
De oppervlakte van Saint-Evroult-de-Montfort bedraagt 23,1 km², de bevolkingsdichtheid is 12,2 inwoners per km².
De onderstaande kaart toont de ligging van Saint-Evroult-de-Montfort met de belangrijkste infrastructuur en aangrenzende gemeenten.

## Demografie
Onderstaande figuur toont het verloop van het inwonertal (bron: INSEE-tellingen).